# Nowe Sadkowice
Nowe Sadkowice est une localité polonaise de la gmina de Sadkowice, située dans le powiat de Rawa Mazowiecka en voïvodie de Łódź.